# Leptispa conicicollis
Leptispa conicicollis là một loài bọ cánh cứng trong họ Chrysomelidae. Loài này được Voronova & Zaitzev miêu tả khoa học năm 1982.